# La cruz y el dragón
La cruz y el dragón (en inglés: The Way of Cross and Dragon) es un cuento de ciencia ficción escrito por George R. R. Martin y publicado originalmente en la edición de junio de 1979 de la revista Omni. Ganó el Premio Locus y el Premio Hugo al mejor relato corto en 1980.

## Sinopsis
Damien Har Veris, un sacerdote experto en resolver disputas heréticas, es enviado como caballero inquisidor al planeta Arion para encargarse de un culto en que se venera a Judas Iscariote como un santo. Al principio se halla intrigado por las imaginativas leyendas en que creen los miembros del culto, pero luego queda confundido cuando el líder del mismo, un exsacerdote llamado Lukyan Judasson, le revela la verdadera naturaleza del culto. Damien es tentado a unirse a Lukyan, pero aunque finalmente desiste, su destino parece estar fuera de sus manos.